# Креллі-сюр-Сель
Креллі-сюр-Сель (фр. Creully sur Seulles) — муніципалітет у Франції, у регіоні Нижня Нормандія, департамент Кальвадос. Креллі-сюр-Сель утворено 1-1-2017 шляхом злиття муніципалітетів Креллі, Сен-Габрієль-Бресі i Вільє-ле-Сек. Адміністративним центром муніципалітету є Креллі. Населення — 2266 осіб (01.01.2021).